# Досвітні огні
«Досвітні огні» ‒ вірш Лесі Українки, написаний 1892 р.

## Історія
Уперше надруковано у збірці «На крилах пісень» 1893 року на с. 25.
Готуючи київське видання збірки «На крилах пісень», Леся Українка опустила дві строфи. 